# Огненногрудая петроика
Огненногрудая петроика (лат. Petroica phoenicea) — небольшая воробьиная птица родом из Австралии. Типичный обитатель районов с умеренным климатом в юго-восточной Австралии, а также острова Тасмания. Огненногрудую петроику, как и двух других представителей рода Petroica, Petroica boodang и краснолобую петроику, иногда ошибочно называют красногрудой петроикой. Длина тела от 12 до 14 см, характерны тёмно-карие глаза и тонкий чёрный клюв.
Как и у многих ярких представителей семейства австралийских зарянок, у огненногрудой петроики развит половой диморфизм. Самец имеет яркую оранжево-красную грудку и горло, а также белое пятно на лбу, в то время как самка полностью серо-коричневого цвета. Спина самца серебристо-серого цвета с белыми полосами, а хвост — чёрный с белыми кромками. Песни огненногрудой петроики описываются как самые мелодичные в рамках рода Petroica.
Происхождение огненногрудой петроики, как и австралийских зарянок, остаётся неясным, так как они не являются родственниками зарянок и странствующего дрозда. Возможно, австралийские зарянки — раннее ответвление группы Певчие воробьиные. Огненногрудая петроика преимущественно насекомоядная птица и охотится на верхушках деревьев или на земле. Огненногрудая петроика является территориальной птицей и обозначает свои владения с помощью песни или демонстрации оперения. Согласно данным международной организации BirdLife International, за последние 25 лет численность огненногрудой петроики значительно уменьшилась, и в данный момент птица находится в списке видов, близких к уязвимому положению.

## Таксономия
Огненногрудая петроика впервые была описана в 1830 году французскими натуралистами Жаном-Рене-Констаном Куа и Жозефом-Полем Гемаром, получив название Muscicapa chrysoptera. Видовое название chrysoptera происходит от др.-греч. χρυσός «золото» и πτερόν «перо».
В своём описании Джон Гульд в 1837 году назвал огненногрудую петроику Petroica phoenicea, поместив её в род петроик. Именно под этим названием птица чаще всего описывалась в более поздней литературе. Название Куа и Гемара же почти не использовалось как действительное и было признано «забытым» (nomen oblitum). Название рода происходит от др.-греч. πέτρος «камень» и др.-греч. οἶκος «дом», что относится к привычке птицы сидеть на камнях.
Этот вид является одним из пяти представителей рода Petroica с красной или розовой грудью, которые в разговорной речи иногда именуются «Red robins» (красными робинами или красными зарянками) в противоположность «Yellow robins» (жёлтым робинам или зарянкам) — зарянковым мухоловкам. Вопреки этому названию, этот вид не является близким родственником настоящей зарянки (как и странствующий дрозд, в народе называемый «американской зарянкой»). До выделения семейств Petroicidae и Eopsaltridae австралийские зарянки относились к семейству мухоловковых, а свистуны — к семейству австралийских свистунов. Исследования Сибли и Алквиста с помощью гибридизации ДНК показали, что австралийские зарянки относятся к надсемейству Corvida, объединяющему множество тропических и австралийских воробьиных птиц, включая радужных птиц, малюровых, медососовых и врановых. Тем не менее, последующие молекулярные исследования в рамках подотряда певчих воробьиных показали, что австралийские зарянки относятся к раннему ответвлению Passerida.
В данный момент какие-либо подвиды огненногрудой петроики не выделяются, хотя птица весьма вариабельна по окраске. Взрослые самцы птиц, размножающихся на материке, описываются со светлыми брюшками и спинками, в отличие от тасманийских сородичей, однако эти различия могут быть лишь следствием старого оперения. Миграция птиц через Бассов пролив только усиливает проблему выделения подвидов: материковые и тасманийские сородичи имеют те же размеры. По наблюдениям орнитологов Ричарда Шодда и Яна Мейсона, сложность выделения внутривидовых таксонов является следствием плохого качества музейных экспонатов и миграции.

## Описание

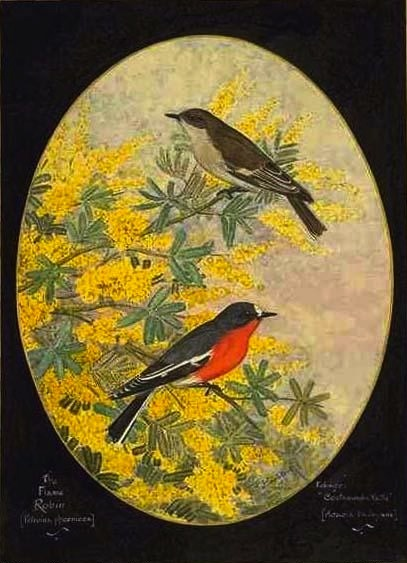
Иллюстрация 1831 года Эдварда Гостелло

Огненногрудая петроика имеет длину 12—14 см, являясь крупнейшей из австралийских зарянок. Она имеет более стройное телосложение, чем другие представители рода петроик, длинные крылья и шею, а также маленькую голову. Самцов легко отличить по яркому оранжево-красному оперению горла, груди и живота. Макушка, затылок, кроющие перья, затылочная и боковая части шеи — тёмно-серые, а уздечка и подклювье — серо-чёрные. Серые перья на макушке могут переходить в тускло-оранжевые. Остальные части тела, включая крылья, спину и хвост, — тёмно-серые. Пятно над клювом, полосы на крыльях и наружные хвостовые края — белые. Перья брюшка, крыльев и клоаки белого цвета с серо-чёрной основой. Самка полностью бледно-коричневая со светло-жёлтой нижней частью тела. Её туловище, бока и клоака — белые. Как и у самцов, перья макушки у самок могут быть тускло-оранжевыми. Подобная особенность также может встречаться и на груди. На крыльях и над клювом находятся небольшие тёмные полосы. Клюв, ноги, стопы и когти чёрные, а глаза тёмно-карие. В сентябре 1950 года в восточной Тасмании близ города Суонси в небольшой стае огненногрудых петроик наблюдалась особь с полностью лимонно-жёлтой грудью и оперением, отличным от остальных самок.
Птенцы имеют тёмно-серый или коричневый пух, кремовый, переходящий в серый клюв, светлый зев и оранжевую глотку. Оперение молодых особей после первой линьки очень похоже на взрослое, однако голова и верхняя часть тела слегка тёмные и полосатые. После второй линьки молодые особи впервые приобретают оперение, очень схожее с оперением взрослой самки. В это время грудка самцов начинает покрываться оранжевыми перьями. В возрасте двух лет птицы линяют в третий раз, при этом одни особи похожи на взрослых самцов, а другие сохраняют своё старое коричневое оперение. Определение возраста и пола особей, имеющих коричневое оперение, является довольно затруднительной задачей. Информация о точных сроках линьки отсутствует, однако замена первичного перьевого покрова происходит с декабря по февраль.
Цвет не является надёжным индикатором определения вида, поскольку некоторые представители Petroica boodang имеют оранжевую окраску, а самцы Petroica boodang и краснолобых петроик — красную грудь и чёрные глотки. У огненногрудой петроики оперение груди простирается по бокам и заканчивается до основания клюва. Огненногрудая петроика слегка более худая и имеет более маленькую голову, чем Petroica boodang, и намного крупнее, чем краснолобая петроика. Самок данных видов также довольно трудно определить. Самки краснолобых, розовых и малиновогрудых петроик значительно меньше, чем самый маленький представитель огенногрудой петроики с длиной крыла менее 7 см. Самка Petroica boodang имеет более выраженный красный румянец на груди, а на макушке — заметное белое пятно.
Вокализация огненногрудой петроики состоит из громких и тихих звуков; первые можно услышать на расстоянии 150 м, а вторые — 30 м. 90 % громких песен можно услышать весной, летом и осенью, в то время как с мая по июль они составляют менее 50 %. Самцы в это время поют редко: они используют вокализацию только для защиты своей территории. Песня огненногрудых петроик более разнообразная и сложная, чем у Petroica boodang, и является «самой мелодичной среди австралийских зарянок». Последовательность обычно состоит из трёх затухающих нот, а песня по звучанию схожа с английскими фразами: «You may come, if you will, to the sea» (рус. «вы можете, если хотите, пойти к морю») или «You are not a pretty little bird like me» (рус. «вы не такая хорошая маленькая птичка, как я»). И самцы, и самки поют эту песню, садясь на пень или забор. Эта громкая песня используется либо для привлечения внимания потенциального партнёра, либо для кормёжки самки или молодняка. Приглушённый зов, описанный как чередование звуков «тлип», «тёрп» или «пип», используется для связи с гнездом. При приближении неприятеля к гнезду самка издаёт шипящий звук, а самец — хриплый голос.

## Распространение и места обитания
Огненногрудая петроика встречается в умеренных регионах юго-восточной Австралии и по всей Тасмании, однако на юго-западе и западе острова она менее распространена. В штате Виктории птица обычно встречается на плоскогорьях, реже на возвышенностях. Её ареал простирается от расположенных на юго-востоке Южной Австралии Аделаидских равнин и низин вокруг устья реки Муррей, далее пересекая штат Виктория, до юго-западных склонов Большого Водораздельного хребта и южных районов Нового Южного Уэльса. Севернее она встречается вдоль Большого Водораздельного хребта и его западных склонов. Несколько раз её наблюдали на юго-востоке Квинсленда. В пределах своего ареала огненногрудая петроика в основном перелётная птица, перемещающаяся зимой с высокогорных и субальпийских регионов в низины, хотя обычный ареал и ареал размножения пересекаются друг с другом. Существует ряд доказательств, что самцы улетают на несколько дней раньше самок. Неясно, какая часть птиц с острова Тасмания пересекает Бассов пролив на зимовку в Виктории. Птицы, которые остаются в Тасмании, улетают с мест размножения и соединяются в стаи численностью до четырнадцати птиц. Они покидают указанные области к августу, а молодые птицы улетают пораньше. Полевые работы в пригороде Мельбурна Лэнгуоррин показали, что климат не влияет на большую численность огненногрудой петроики. Международная организация BirdLife International в 2004 году переместила огненногрудую петроику из списка видов под наименьшей угрозой в перечень видов, близких к уязвимому положению, так как за последние 25 лет её численность сильно сократилась. Правительство Австралии поместило птицу в список видов под наименьшей угрозой, хотя на границах её типичного ареала отмечалось падение численности. Её популяция также поредела в Южной Австралии и Виктории, хотя на самом деле это не так. Они часто встречаются на высокогорьях в районе Большой Водораздельного хребта, особенно в разбросанных белых эвкалиптовых лесах и аналогичных местах обитания, а в течение периода размножения летом стабильно наблюдаются в районе Македонской горы к северо-западу от Мельбурна.
Весной и летом птицы чаще всего встречаются во влажных плоскогорных или высокогорных эвкалиптовых лесах на высоте до 1800 м. Они, как правило, предпочитают территории с большими полянами и небольшими подлесками. В частности, птица любит селиться в высокогорных лесах с преобладанием таких деревьев, как эвкалипт малоцветковый, эвкалипт царственный, эвкалипт прутовидный, эвкалипт косой, Eucalyptus delegatensis, эвкалипт скученный, эвкалипт Дальримпля, эвкалипт равновысокий, эвкалипт лучистый и эвкалипт миндалелистный. Иногда встречаются в умеренно влажных лесах. Осенью и зимой птицы летят на более открытые пространства, такие как поля и редколесья, около рек которых растут эвкалипт камальдульский, эвкалипт Блэкли, эвкалипт медопахнущий, эвкалипт мелкоплодный и эвкалипт железнодревесный на небольших высотах.
Огненногрудые петроики часто изобилуют в районах, в которых были лесные пожары, но как только появляются подлески, они улетают. Они также могут прилетать на лесозаготовки или вырубленные леса. Тем не менее, полевые работы в государственном лесопарке Була-Була центрального Гиппсленда показали, что птицы не встречались в районах, где была вырубка леса.

## Поведение

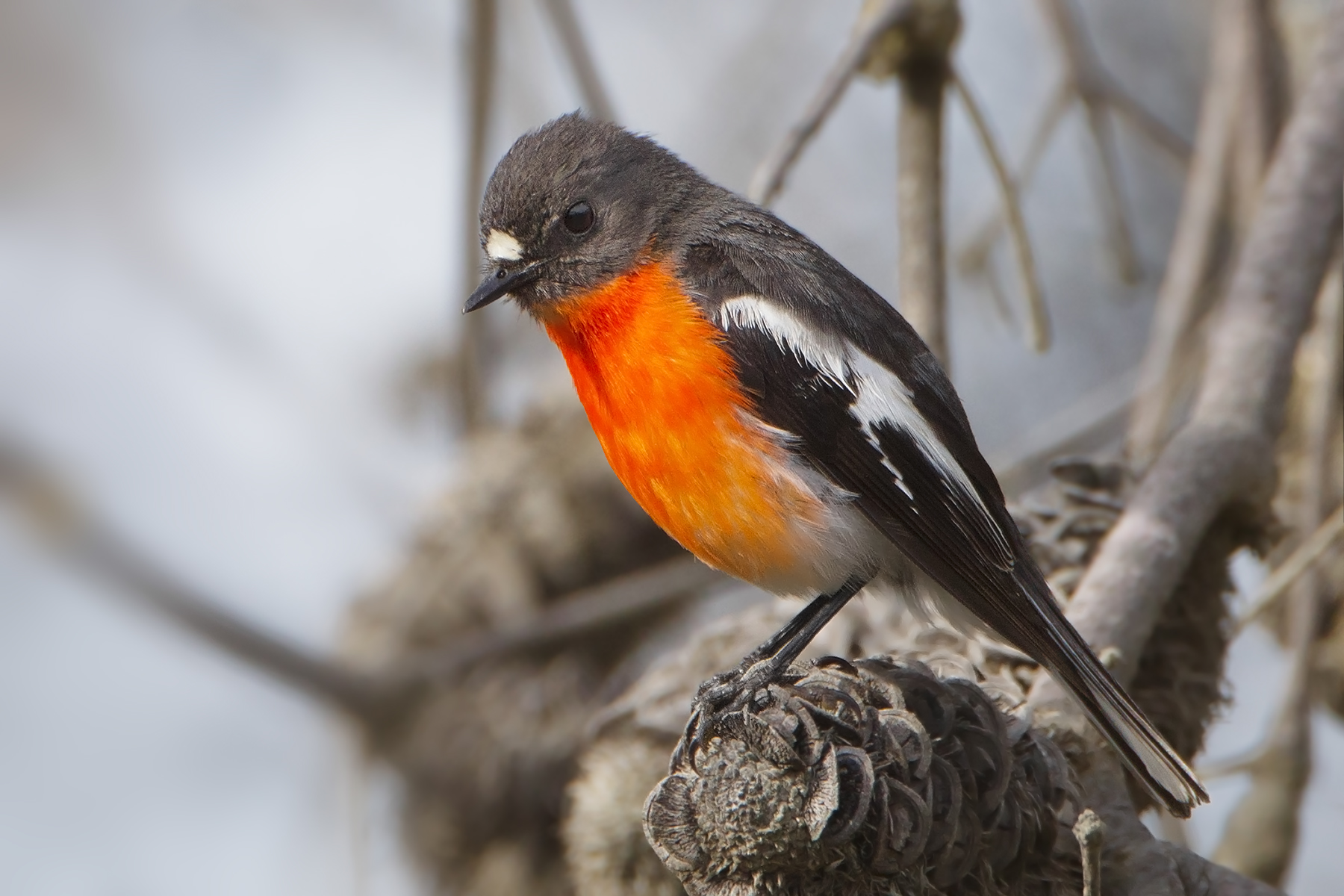

Огненногрудая петроика размножается в основном в районе Большого Водораздельного хребта, Тасманийского нагорья и островов в Бассовом проливе. С приходом прохладной осенней погоды большинство птиц рассеивается на тёплых низменностях, а часть — в восточных районах Южной Австралии, южного Квинсленда или (в случае тасманийских птиц) Виктории, пересекая Бассов пролив. Птицы, гнездящиеся в более тёплых климатических зонах на севере Голубых гор в штате Новый Южный Уэльс, как правило, остаются на своих территориях круглый год. Вне сезона размножения птицы могут собираться в большие стаи, хотя в течение года очень часто они бывают одни или в парах. Последних чаще всего можно наблюдать во время сезона размножения.
Когда птица сидит на ветке или кормится на земле, она удерживает своё тело в вертикальном положении, под углом 45° и ниже, а крылья опускаются ниже хвоста. Кажется, птица создаёт впечатление нервозности и раздражения, попеременно хлопая своими крыльями, когда успокаивается. Полёт птицы быстрый с заметным волнообразным характером.
Огненногрудая петроика — территориальная птица, защищающая свою территорию от других особей своего вида, а также от Petroica boodang, которая соседствует с нею. В Ниммитабеле в районе Нового Южного Уэльса перелётные птицы вторгались и увеличивали свои территории посреди существующих владений Petroica boodang. Однажды поселившись, ни один из видов не доминировал над другим, поэтому сохранялись стабильные границы ареалов. Огненногрудая петроика демонстрирует ряд черт агонистического поведения, в том числе показ набухшей груди и белого пятна, подчёркивая свою белую макушку, отметины на крыльях или наружные перья на хвосте. Для защиты территорий птицы могут налетать на врагов или петь.

### Питание
Как и все австралийские зарянки, огненногрудая петроика является скрытным и внезапным охотником, который питается, главным образом, насекомыми. Чтобы исследовать как можно больше корма на лесной подстилке, она часто возвращается к излюбленным низким стволам деревьев, выпрямляется и становится неподвижной. Зимой, находясь на более открытых пространствах, когда птицы довольно часто ищут еду на земле, их обычно можно видеть парами (в течение весеннего и летнего периодов размножения) или свободными группами. Результаты полевых работ в районе Нового Южного Уэльса не выявили значительных различий в кормовом поведении самцов и самок. Петроик также видели на свежевспаханных полях, где они охотились на насекомых, находившихся в канавках. В Дениликуине наблюдалась одна огненногрудая петроика, которая во время охоты на почвенных насекомых неоднократно шуршала лапкой по земле, чтобы их вспугнуть. Как только птица замечала любое движение, она сразу же хватала свою добычу. Подобное поведение наблюдается у песочников.
Доля летающих насекомых в рационе огненногрудой петроики больше, чем у Petroica boodang. Биолог Дуглас Робинсон предположил, что недостаток летающих насекомых зимой является причиной миграции птиц. Огненногрудые петроики наблюдались в смешанных стаях с другими мелкими насекомоядными воробьиными птицами, такими как Petroica boodang, капюшонная петроика, белолая чекановая трясогузка и степной конёк.
Среди насекомых потребляется много жуков, ос и муравьёв, мух (слепни и ктыри) и гусениц. Также птица питается пауками, многоножками и дождевыми червями. Огненногрудая петроика в целом питается мелкими животными, а более крупную добычу перед потреблением неоднократно разбивает о твёрдую поверхность. Крупная добыча составляет только 0,5 % рациона птицы. В зависимости от пика сезонной активности осенью птица потребляет 1,8 % животных второй группы, а зимой этот показатель составляется 0,2 %.

### Ухаживание и размножение
Птицы ведут преимущественно моногамный образ жизни, хотя и отмечаются случаи распада пар. Пары сохраняются на всю жизнь до тех пор, пока не погибает один из её представителей. Когда самка кормится, самец либо садится рядом с ней, а затем улетает, либо летит впереди неё. Ухаживающие самцы также бегают взад и вперёд перед самкой, пряча в перья согнутые крылья и голову. В обоих случаях самец пытается преследовать самку.
Период размножения длится с августа по январь, во время которого бывает один или два выводка. Самец ищет для самки подходящие места гнездования, прочёсывая все возможные области. В отличие от других петроик, самка иногда сама участвует в выборе гнезда. Для того, чтобы найти подходящее место гнездования, пара тратит от одного до пяти дней. Самка строит гнездо одна. Эти птицы предпочитают гнездиться на эвкалиптах, но на горе Веллингтон в Тасмании их наблюдали гнездящимися на лучистой сосне. Огненногрудая петроика более непостоянна в своём выборе мест гнездования, чем другие петроики. Наблюдались случаи, когда она гнездилась в сараях.
Гнездо петроики представляет собой аккуратную глубокую чашу, сделанную из мягкой сухой травы, мха и коры. Для удерживания или наполнения гнезда, находящегося в развилке дерева или на скале на высоте нескольких метров от земли, используются паутина, перья и мех. Кладка, как правило, насчитывает три или четыре мутно-белых яйца, которые высиживаются несколько дней подряд. Яйца с синеватым, сероватым или коричневатым оттенками и тёмно-серо-коричневыми пятнами, размером 18 на 14 мм. Полевые работы на открытых эвкалиптовых лесах в Ниммитабеле показали, что огненногрудая петроика и Petroica boodang выбирают разные места гнездования: первые чаще всего селятся в дуплах деревьев и в расщелинах коры эвкалипта прутовидного на высоте около 4 м, а вторые — в развилках или на ветвях эвкалипта малоцветкового на высоте около 7 м. Огненногрудые петроики, которые мигрировали в места гнездования, были более успешными в выращивании потомства, в то время как Petroica boodang были успешными в освоении территорий, бедных ресурсами.
Инкубационный период длится в среднем около 17 дней. Как и у всех воробьиных птиц, птенцы рождаются слепыми и лысыми и начинают покрываться пухом на второй день. Глаза открываются на шестой день, а на девятый или десятый птенцы начинают обрастать первичными маховыми перьями. В течение первых трёх дней после вылупления мать начинает кормить птенцов, а с 4 дня — отец, сменяя друг друга в течение семи дней. В пищевом рационе молодых птиц преобладают мухи, бабочки, мотыльки, гусеницы и жуки. В рационе птенцов огненногрудой петроики присутствует большая доля летающих насекомых, чем у Petroica boodang. Орнитологи полагают, что это связано с более поздним началом периода размножения. Оба родителя участвуют в удалении фекалий из гнезда. Родители ухаживают за птенцами в течение пяти недель, после чего покидают гнездо.
Основными паразитами огненногрудой петроики являются веерохвостая щетинистая кукушка и бледная кукушка. Самки кукушки откладывают яйца в гнёзда, которые затем высиживают петроики как свои собственные. Другими паразитами гнёзд являются серогрудая сорокопутовая мухоловка, пестрохвостая ворона-флейтист и ложные кобры Гюнтера.